# Horácio Lafer Piva
Horácio Lafer Piva (São Paulo, 30 de maio de 1957) é um economista, administrador de empresas e empresário brasileiro.

## Biografia
Formado em Economia e pós-graduado em Administração de Empresas pela Fundação Getulio Vargas, Horácio é um acionista da Klabin Irmãos & Cia, holding controladora da Klabin S/A. É filho do ex-senador pelo PSDB Pedro Piva e de Sylvia Salles Lafer sendo neto materno do deputado federal, ex-ministro das Relações Exteriores e ex-ministro da Fazenda Horácio Lafer.
É membro do Conselho de Klabin SA e Presidente do Conselho da IBA - Industria Brasileira de Arvores.
Participa dos Conselhos Consultivos do B-20, da Brasilpar Servicos Financeiros e da Brainvest Wealth Management.
É membro do Conselho de Nomeação da Osesp - Fundação Orquestra Sinfônica do Estado de São Paulo, e dos conselhos da Embrapii - Empresa Brasileira de Pesquisa e Inovação Industrial, IEDI - Instituto de Estudos para o Desenvolvimento Industrial. Foi membro da Fundação Fernando Henrique Cardoso, da Fundação Ema Klabin, do G-50, do Foro Ibero-Americano e da CEA - Comissão de Avaliação Externa da Insper.
Ex-presidente da Federação das Indústrias do Estado de São Paulo, foi o mais jovem dirigente do Sistema Fiesp/Ciesp/Sesi/Senai/IRS.
Foi presidente dos Conselhos de Klabin Papel e Celulose SA, da Associação Brasileira de Papel e Celulose, da Associação de Assistência à Criança Deficiente, do Instituto DNA Brasil, do SEBRAE, da IBA - Industria Brasileira de Arvores, da Brain4Care SA, e do Conselho Temático de Economia da CNI. Foi líder do tema de RH no MEI -Movimento Empresarial pela Inovação.
Foi membro dos Conselhos da Semco S/A, da Redecard S/A, da BHG S/A, da BTSP, do TCP S/A, da Tarpon Investimentos S/A, da Spread TI, da Martins Atacadista S/A, da Almar S/A, da Cataratas S/A, do Grupo Baumgart, da SP Negócios (Prefeitura Municipal de SP), do Conselho Universitário da USP e da Unesp, da Fapesp - Fundação de Amparo à Pesquisa do Estado de São Paulo, do A. C. Camargo Câncer Center, da Abdim - Associação Brasileira de Distrofia Muscular, da Fundação Bienal de São Paulo e da Revista Piauí
Foi membro do Programa Comunidade Solidária do governo Fernando Henrique Cardoso bem como do Conselho de Desenvolvimento Econômico e Social (CDES) do governo Lula.